# Pécs–Harkány–Donji Miholjac-vasútvonal
Az egykori Pécs–Harkány–Donji Miholjac-vasútvonal Baranya megye déli részén húzódott.

## Története
A Pécs–Dolnji Miholjaci HÉV társaság által épített helyiérdekű vasútvonalat két részletben helyezték üzembe. Először a Drávavölgyi HÉV társaság Harkány (akkoriban Harkányfürdő nevű) állomásától Donji Miholjacig tartó 14,5 km hosszú szakaszt adták át 1912. november 28-án. A Pécs-Barcsi Vasúttársaság pécsi állomásától induló, Harkányig tartó 31,5 km hosszú második szakaszt 1913. július 17-én nyitották meg.
A sík- és dombvidéki vasút építése jelentős földmunkával járt, legnagyobb műtárgya a 310,5 m hosszú, háromnyílású, vasszerkezetű híd volt a Dráva felett. A híd a közúti forgalmat is kiszolgálta. 
A felépítmény 23,6 kg/fm tömegű, „i” jelű sínekből épült, Pécs állomás környékén 28,0 kg/fm tömegű, „j” jelű síneket is beépítettek.
A trianoni békeszerződéssel Donji Miholjac a Szerb–Horvát–Szlovén Királyság része lett, az addigi magyar-horvát határ államhatárrá minősült át. A vonalon a határátmeneti forgalom megszűnt, így Dolnji Miholjac nagyvasúti kapcsolata is megszűnt, lévén horvát területeken csak kisvasúti hálózat érte el a települést. Magyar oldalon Drávaszabolcs állomása lett a végállomás.

## Megszüntetése
A vasútvonal megszüntetését az 1968-as közlekedéspolitikai koncepció mondta ki. A vonal megszűnése előtt két szám alatt szerepelt a menetrendekben, 65-ös és 63-as menetrendi számmal. A Harkány és Drávaszabolcs közötti, 65-ös számú, 7 km hosszú vasútvonalat 1971. július 1-jével szüntették meg, az utolsó vonat 1971. június 30-án közlekedett rajta.
A Pécs és Harkány közötti szakasz a Drávavölgyi HÉV által épített Harkány–Beremend vonalszakasszal kiegészítve a 63-as számot kapta. A 32 km hosszú Pécs–Harkány vonalszakaszon 1976. szeptember 1-jével szűnt meg a vasúti forgalom, a vonalon az utolsó vonat 1976. augusztus 31-én közlekedett. Ezzel együtt megszűnt a 63-as vonalszám is, mivel a megmaradt Harkány–Beremend vonalszakasz a 62-es számú Barcs–Harkány–Beremend-vasútvonal része lett.
A vasútvonal megszüntetéséhez kapcsolódó beruházás volt a Villány–Kistapolca vonalszakasz megépítése 1969-ben. A Pécs–Harkány vonalszakasz bezárásával csak hatalmas kerülővel, Sellye felé lett volna elérhető a beremendi cementmű, mivel az egykori Drávavölgyi HÉV Harkány–Pélmonostor vonala Harkánytól keletre Beremend felé eredetileg zsákvonalként végződött. Ezért összekötő vonalat építettek Villány–Kistapolca között, így a párhuzamos Pécs–Villány-vasútvonal tudta pótolni a Pécs–Harkány-vasútvonal feladatát.
Pécsen a füzesi iparnegyedben egy közel 1 km hosszú szakaszt meghagytak a megszűnt konténerterminál számára. 2009-ben Harkány és Drávaszabolcs között, 2011-ben Pécs és Pellérd között a vasút hajdani nyomvonalán kerékpárút épült.

## Külső hivatkozás
- A Pécs - Donji Miholjac Helyiérdekű vasút nyomai[halott link]